# Lasiocercis elegantula
Lasiocercis elegantula là một loài bọ cánh cứng trong họ Cerambycidae.